# Таша Рейн
Рейчел Свіммер (англ. Rachel Swimmer); нар. 15 січня 1989, Лагуна-Біч, Каліфорнія, США), відома як Таша Рейн (англ. Tasha Reign) — американська модель, порноакторка, стриптизерка, кінопродюсерка.

## Біографія
Рейчел Свиммер народилася в Лагуна-Біч (Каліфорнія, США), дитинство провела на півдні від Лос-Анджелеса в окрузі Оріндж. У старшій школі брала участь у Моделі ООН. Після школи вступила в коледж Санта-Моніки, а в 2010 році — в Каліфорнійський університет в Лос-Анджелесі.
У травні 2012 відпочивала з порноакторкою Бруклін Лі в Монако, де зустріла колишнього президента США Білла Клінтона. Фото Клінтона з порнозірками швидко поширились Інтернетом. Це привернуло значну увагу ЗМІ, через що Свіммер мусила заявити, що вона є великою прихильницею Клінтона і сама попросила його про фото, а не тому, що між ними щось було чи бо він знав, що вона порноакторка.
В червні 2014 було заявлено, що Свіммер отримає свій диплом УКЛА з гендерних досліджень під час церемонії вручення дипломів 14 червня. Дженніфер Мурмен, лекторка коледжу мистецтва і дизайну Отіса, відзначила, що Свіммер була «вдумливою і зацікавленою студенткою й привносила унікальну точку зору в класі».

## Премії та номінації
| Year | Ceremony             | Result       | Award                               |
| ---- | -------------------- | ------------ | ----------------------------------- |
| 2012 | Exotic Dancer Award  | Номінація    | Newcomer Feature Dancer of the Year |
| 2012 | XBIZ Award           | Номінація    | New Starlet of the Year             |
| 2012 | NightMoves Award     | Номінація    | Best Social Media Star              |
| 2012 | NightMoves Award     | Номінація    | Best Overall Body                   |
| 2013 | AVN Award            | Номінація    | Crossover Star of the Year          |
| 2013 | Exotic Dancer Awards | Номінація    | Adult Movie Entertainer of the Year |
| 2013 | NightMoves Award     | В очікуванні | Best Feature Dancer                 |
| 2013 | NightMoves Award     | В очікуванні | Best Boobs                          |
| 2013 | XBIZ Award           | Номінація    | Female Performer of the Year        |